# Surena
Surena, Suren hay Sourena (? - 53 TCN) là một spahbed ("Tướng quân") của đế quốc Parthia vào thế kỷ thứ nhất TCN. Ông là một thành viên Gia đình quý tộc Suren và được biết đến với việc đánh bại người La Mã tại  Trận Carrhae. Dưới sự chỉ huy của ông, người Parthia dành chiến thắng quyết định trước lực lượng La Mã đông đảo hơn dưới sự chỉ huy của Marcus Licinius Crassus. Trận đánh thường được coi là một trong những trận đánh sớm và quan trọng nhất trong cuộc chiến tranh giữa người La Mã và Ba Tư và thường được xem là một trong những thất bại cay đánh nhất trong lịch sử La Mã.
'Surena' vẫn còn là một cái tên phổ biến ở Iran. 'Surena' là phiên bản tiếng Hy Lạp và tiếng La Tinh của Sûrên hay Sūrēn. Cái tên vẫn còn khá phổ biến ở Armenia dưới cách gọi 'Suren'. Suren có nghĩa là "anh hùng, mạnh mẽ."[d]